# Георги Георгиев (композитор, р.1963)
Вижте пояснителната страница за други личности с името Георги Георгиев.
Георги Георгиев е български композитор, пианист и продуцент.

## Биография и творчество
Георги Георгиев е роден през 1963 г. в Елхово. Завършил е СМУ Бургас през 1982 г.
През 1986 г. завършва ИМХК София със специалност „пиано, композиция и дирижиране“. Работи като корепетитор в Опера Бургас сезон 1986/87. От 1989 г. работи и живее в Германия. На запад е известен под името Georgy Georgiew (www.georgygeorgiew.de). Автор е на много пиеси за пиано, музика и текстове на песни, електронна музика и т.н.